# Shigeru Yoshida
Shigeru Yoshida (吉田 茂?) (Yokosuka, 22 de septiembre de 1878 - Tokio, 20 de octubre de 1967) fue un diplomático y político japonés. Ejerció como 45.º primer ministro de Japón desde 1946 hasta 1947, y nuevamente como 48.º primer ministro desde 1948 hasta 1954. 
Su política tuvo un especial énfasis en la recuperación económica y la dependencia de los Estados Unidos en cuanto a protección militar, a expensas de la independencia en asuntos exteriores, lo que llegó a ser conocido como la doctrina Yoshida y dio lugar a la política exterior japonesa durante la era de la Guerra Fría y posterior.

## Biografía

### Primeros años
Yoshida nació en Yokosuka, cerca de Tokio, su padre, Tsuna Takeuchi, era un activista político y ex samurái; años después estudió en la Universidad Imperial de Tokio graduándose en leyes. Entró en el cuerpo diplomático de Japón en 1906, poco después de la victoria japonesa ante Rusia en la guerra Ruso-Japonesa, empezando su servicio con cargos en China, Italia y Estados Unidos, luego participó como integrante de la delegación nipona en la Conferencia de Paz de París de 1919. Ascendiendo en su carrera, fue designado ministro en países de Escandinavia y en 1930 llegó al cargo de viceministro de Relaciones Exteriores, aunque no pudo ocupar el puesto ministerial por un veto del ejército. 
Fue embajador del Japón en Italia en 1930 y luego ocupó el mismo cargo en Reino Unido en 1930, siendo llamado de vuelta a Japón en 1938 y retirado de la diplomacia. A finales de los años 30 y principios de los 40, Yoshida continuó participando en el movimiento nacionalista e imperialista japonés, aunque sin ejercer más cargos públicos; pero desde 1940 Yoshida se opuso  que Japón entrase en una guerra contra Estados Unidos o Reino Unido, posición que mantuvo inclusive tras los primeros triunfos bélicos japoneses de 1941-1942. 
Durante el conflicto, Yoshida trabajó con el príncipe Fumimaro Konoe para reducir la intervención militar, y luego para buscar un acuerdo de paz con los Aliados conforme se advertía que Japón no podría ya vencer, por lo que fue arrestado y encarcelado en abril de 1945. Después de algunos meses en prisión y tras el fin de la guerra en 1945, llegó a ser uno de los líderes políticos del Japón de la posguerra.

### Como Primer ministro
Yoshida se convirtió en el 45.º primer ministro el 22 de mayo de 1946. Sus ideales pro-americanos y probritánicos, y su profundo conocimiento de las sociedades occidentales, conseguidos a lo largo de su educación, carrera política y diplomática, hacían de él el perfecto candidato ante los ojos de las fuerzas de ocupación. Tras ser reemplazado por Tetsu Katayama el 24 de mayo de 1947, retornó al puesto como el 48.º primer ministro el 15 de octubre de 1948, cargo que ocupó hasta 1954, al ser reelegido sucesivamente por tres veces (cuadragésimo noveno 16 de febrero de 1949; quincuagésimo: 30 de octubre de 1952; y quincuagésimo primero: 21 de mayo de 1953), y finalmente fue derrotado el 10 de diciembre de 1954, cuando fue reemplazado por Ichirō Hatoyama. Se retiró de la Dieta de Japón en 1955.

#### Políticas
Bajo el mandato de Yoshida, Japón consiguió reconstruir sus destruidas infraestructuras industriales y restablecer su poder económico, para lo cual se aprovechó en dictar normas que equiparasen a Japón con los sistemas económicos capitalistas del bando vencedor. La primera preocupación de Yoshida fue la reconstrucción de la economía japonesa y una redefinción de ésta, al no poder contar más con las materias primas antaño extraídas de China o Corea, y quedar el Imperio nipón reducido a sus fronteras de 1890. Para esto el gobierno de Yoshida orientó la economía del país a la promoción del sector industrial y liberalizó el comercio internacional como medio de asegurar mercados de exportación de bienes de capital fabricados en Japón y para conseguir proveedores de materias primas. 
En los años de Yoshida, el país quedó desmilitarizado y se impuso una nueva Constitución donde se renunciaba explícitamente al imperialismo y se retiraba la divinidad del Emperador, se concedió el voto femenino y se suprimieron los privilegios aún restantes de la aristocracia; con esto Yoshida trataba de emular en lo posible el sistema político estadounidense y seguir el molde de la monarquía constitucional de estilo británico con poderes limitados, abandonando el modelo copiado de Prusia que estaba presente en la Constitución de fines del siglo XIX. 
En política exterior, formuló la doctrina Yoshida de mantener una alianza político-militar con Estados Unidos desde 1948 en tanto la situación geopolítica se había transformado en gran medida y Japón debía ahora convivir con vecinos más poderosos militarmente como la URSS y la República Popular China, adoptando una posición pragmática de mantener la soberanía nacional aunque con una alianza militar con los estadounidenses. En paralelo, Yoshida aceptó la presencia de bases militares estadounidenses en suelo japonés y que la ocupación militar de EE. UU. se mantuviera en Okinawa hasta la firma definitiva del Tratado de San Francisco en 1955. Muchos de estos conceptos aún continúan vigentes en la política y la economía de Japón, aunque desde el final de la Guerra fría, Japón trata de redefinir sus metas nacionales. Su nieto, Tarō Asō, llegó a ser primer ministro entre 2008 y 2009.